# Filip Stuparević
Filip Stuparević (Servisch: Филип Ступаревић) (Belgrado, 30 augustus 2000) is een Servische voetballer die doorgaans als aanvaller speelt. Hij debuteerde in 2016 in het betaald voetbal in het shirt van FK Voždovac.

## Carrière
Stuparević speelde in de jeugdopleiding van FK Rad tot hij die in 2016 verruilde voor die van FK Voždovac. Hiervoor debuteerde op 23 juli 2016 op vijftienjarige leeftijd in het eerste elftal. Dat verloor die dag een competitiewedstrijd in de Superliga, thuis tegen Spartak Subotica (0–3). Hij kwam in de 88e minuut in het veld als invaller voor Slaviša Radović. Stuparević maakte op 9 augustus 2017 zijn eerste doelpunt op het hoogste niveau. Hij bracht FK Voždovac toen op 1–1 in een met 1–3 gewonnen competitiewedstrijd uit bij FK Partizan.

## Clubstatistieken
| Seizoen     | Club            | Competitie     | Competitie | Competitie | Beker | Beker | Internationaal | Internationaal | Totaal | Totaal |
| Seizoen     | Club            | Competitie     | Wed.       | Dlp.       | Wed.  | Dlp.  | Wed.           | Dlp.           | Wed.   | Dlp.   |
| ----------- | --------------- | -------------- | ---------- | ---------- | ----- | ----- | -------------- | -------------- | ------ | ------ |
| 2016/17     | FK Voždovac     | Superliga      | 9          | 0          | 0     | 0     | —              | —              | 9      | 0      |
| 2017/18     | FK Voždovac     | Superliga      | 30         | 2          | 0     | 0     | —              | —              | 30     | 2      |
| 2018/19     | FK Voždovac     | Superliga      | 17         | 4          | 1     | 0     | —              | —              | 18     | 4      |
| 2018/19     | Watford FC      | Premier League | 0          | 0          | 0     | 0     | —              | —              | 0      | 0      |
| 2018/19     | → FK Voždovac   | Superliga      | 13         | 4          | 0     | 0     | —              | —              | 13     | 4      |
| 2019/20     | → 1. FK Příbram | Fortuna liga   | 9          | 0          | 0     | 0     | —              | —              | 9      | 0      |
| 2019/20     | → FK Voždovac   | Superliga      | 9          | 0          | 0     | 0     | —              | —              | 9      | 0      |
| Club totaal | Club totaal     | Club totaal    | 87         | 10         | 1     | 0     | 0              | 0              | 88     | 10     |

Bijgewerkt op 2 juni 2018

## Interlandcarrière
Stuparević nam met Servië –17 deel aan het EK –17 van 2017.